# Онега (река)
Онега (на руски: Онега) е река в западната част на Архангелска област на Русия, вливаща се в Бяло море. Дължина 416 km. Площ на водосборния басейн 56 900 km².
Река Онега изтича от северния ъгъл на езерото Лача, разположено на 118 m н.в., в района на град Каргопол, в югозападната част на Архангелска област. Тече предимно в северна посока (в най-долното течение на северозапад) през хълмиста равнина, като в някои участъци коритото ѝ се разширява до 450 m, а в други се стеснява до 40 m, където течението ѝ е бързо и има прагове. На 75 km от устието Онега се разделя на два ръкава Болшая и Малая Онега, които след 20 km отново се събират. До края на 1980-те години в устието си е образувала делта (главни ръкави Двински и Карелски), която сега изкуствено е преобразувана в един широк ръкав, чрез който Онега се влива в югоизточната част на залива Онежка губа, на Бяло море. при град Онега. Основни притоци: леви – Чучекса (50 km), Икса (128 km), Сомба (72 km), Шомукша (84 km), Кожа (96 km); десни – Волошка (260 km), Моша (131 km), Вонгуда (57 km), Мудюга (119 km), Кодина (183 km). Има смесено подхранване с преобладаване на снежното. Среден годишен отток при изтичането си от езерото Лача 74,1 m³/s, в устието 505 m³/s (максимален 4530 m³/s, минимален 82,6 m³/s). Има ясно изразено пълноводие през май и юни. Колебанието на водното и ниво в изворната част достига 3,4 m, в средното течение до 9,7 m, а в долното – 6 m. В устието ѝ навлизат приливи с височина до 1,5 m. Замръзва в периода от края на октомври до началото на декември (в участъците с прагове и бързеи – през януари и февруари), а се размразява от средата на април до средата на май. Плавателна е в най-горното си течение (6 km) до град Каргопол и в най-долното (20 km) до село Порог. По течението на Онега са разположени множество населени места, в т.ч. градовете Каргопол и Онега и селището от градски тип Североонежск.